# David Honeyboy Edwards

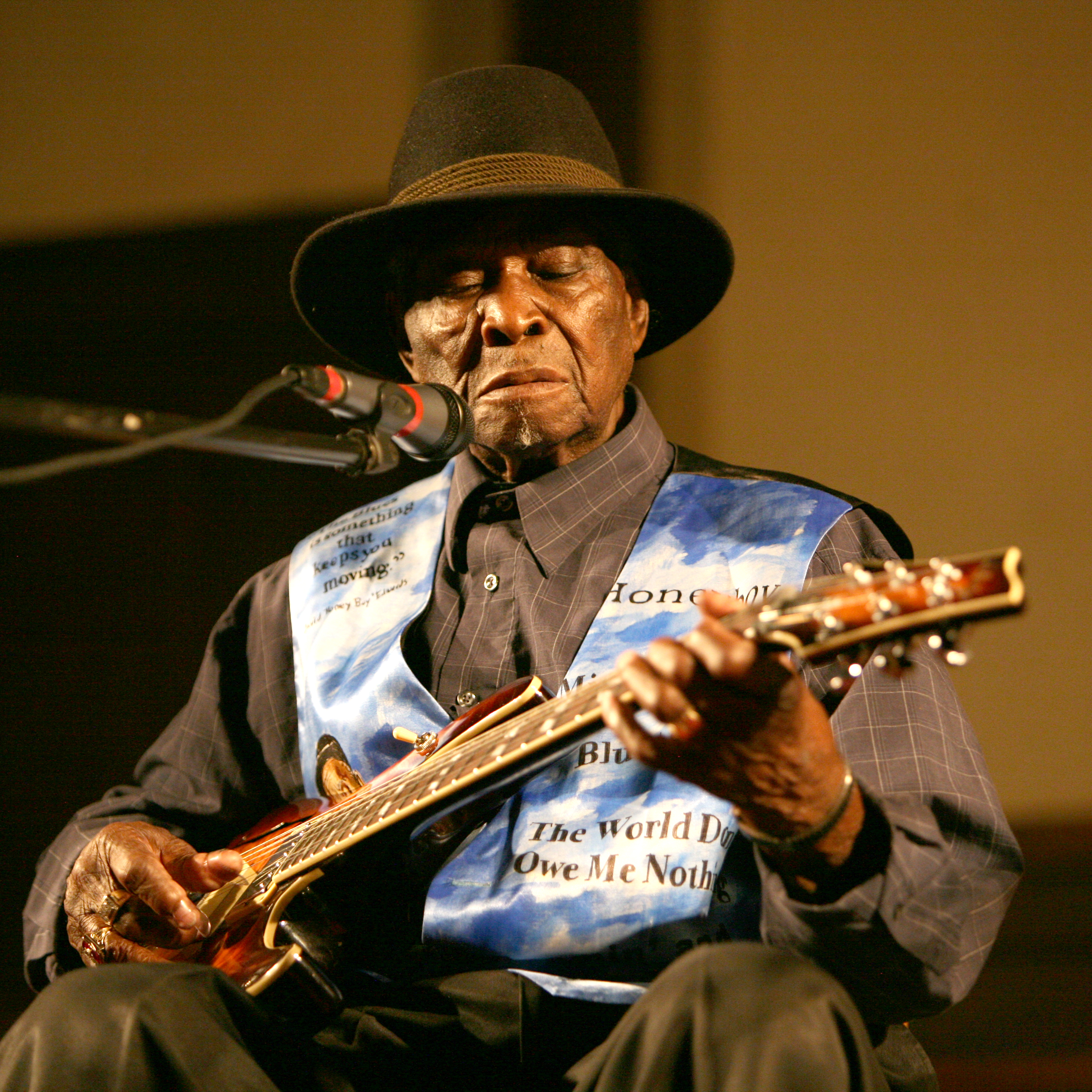
David Honeyboy Edwards (2008)

David Honeyboy Edwards (* 28. Juni 1915 in Shaw, Mississippi; † 29. August 2011 in Chicago, Illinois) galt als der letzte noch lebende Vertreter des Delta Blues. Der US-amerikanische Gitarrist war ein Weggefährte Robert Johnsons.

## Leben
Edwards wuchs in Mississippi in Armut auf und wandte sich schon früh dem Blues zu. Er lernte Big Joe Williams kennen, der ihn unter seine Fittiche nahm. Außerdem traf er auf Charlie Patton und Robert Johnson, mit denen er auch zusammen spielte.
Im Jahr 1942 spielte er erste Plattenaufnahmen für Alan Lomax ein. Anfang der 1950er Jahre machte er (damals unveröffentlicht gebliebene) Aufnahmen für Chess Records. Ab Mitte der 1950er Jahre lebte er in Chicago und spielte Blues mit nahezu jedem, der damals in der Bluesszene Rang und Namen hatte. Kommerzieller Erfolg stellte sich aber erst zu Beginn der 1970er Jahre ein, als Aufnahmen aus den 1950er Jahren von ihm auf einer Bluesanthologie erschienen, die sich recht gut verkaufte. 1972 lernte Honeyboy den Blues-Harp-Spieler Michael Frank kennen, der sein Manager wurde. Es folgten zahlreiche Auftritte des Duos Edwards/Frank bis heute. 1976 entstand die Honeyboy Edwards Blues Band, der es gelang, sich in Chicago einen Namen zu machen. Das Album Old Friends erschien 1979, das Edwards zusammen mit Sunnyland Slim, Big Walter Horton, Kansas City Red und Floyd Jones aufgenommen hatte.
2003 machte Edwards die „Delta-Blues-Tour“ durch Deutschland mit Liz Mandville und Band (Chicago), Lars-Luis Linek (Mundharmonika und Gesang aus Hamburg) und Bertram Scholz (Gitarre und Gesang aus Neustadt in Holstein).
2004 und 2005 absolvierte Edwards zusammen mit Michael Frank und dem Bluesgitarristen Tom Shaka aus Austin, Texas, eine Tournee durch zwölf deutsche Städte.
Er wurde 1996 in die Blues Hall of Fame aufgenommen, 2010 erhielt er den Grammy Lifetime Achievement Award. Im Jahr 2000 war er als bester akustischer Blueskünstler für den Blues Music Award nominiert. Seine Autobiographie „The World Don’t Owe Me Nothing“ wurde 1999 in die „Blues Hall of Fame (Classics of Blues Literature)“ aufgenommen.
Nach seinem letzten Auftritt im April 2011 ist er nach einer Verschlechterung seines Gesundheitszustandes am 29. August 2011 in seiner Wohnung in Chicago einem Herzversagen erlegen.

## Diskografie (Auswahl)
- Blues Blues Blues (1975 - Roots SL-518, Wien)
- Old Friends (1979)
- White Windows (1988)
- Delta Bluesman (1992)